# Roman Dmitrijev
Roman Dmitrijev, född den 7 mars 1949 i Ryssland, död 11 februari 2010 i Moskva, Ryssland, var en sovjetisk brottare som tog OS-guld i lätt flugviktsbrottning i fristilsklassen 1972 i München och därefter OS-silver i samma viktklass 1976 i Montréal.